# Adelbert Düringer

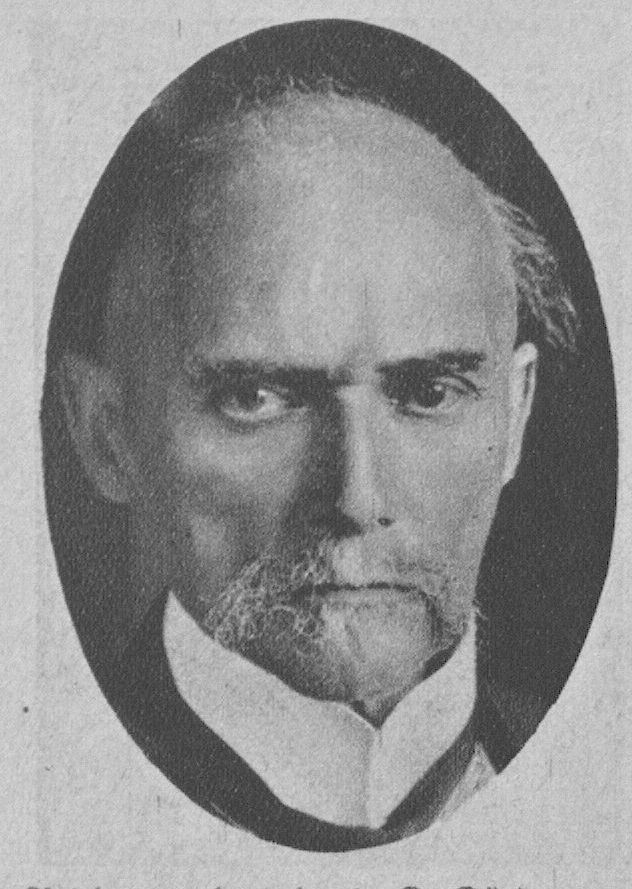
Adelbert Düringer

Adalbert Düringer

Adelbert Düringer, auch: Adalbert Düringer (* 11. August 1855 in Mannheim; † 2. September 1924 in Berlin) war ein deutscher Jurist und Politiker (NLP, DNVP, DVP). 

## Leben und Beruf
Nach dem Abitur 1873 am Gymnasium in München studierte Düringer, der evangelischen Glaubens war, bis 1879 in Straßburg, Bonn und Heidelberg Rechtswissenschaften, wobei er das Studium zweimal wegen einer Typhus-Erkrankung unterbrechen musste. 1880 wurde er zum Doktor der Rechte promoviert. Nach der Zweiten Juristischen Staatsprüfung wurde er 1884 Amtsrichter in Wolfach, später in Offenburg und Mannheim. Dort wechselte er 1890 auch an das Landgericht. 1897 wurde er Oberlandesgerichtsrat beim Badischen Oberlandesgericht (OLG) in Karlsruhe. Nachdem er ab 1900 zwei Jahre als Ministerialrat in Karlsruhe gearbeitet hatte, wurde er 1902 an das Reichsgericht in Leipzig berufen. 1915 ging er als Präsident zurück an das Oberlandesgericht Karlsruhe.
1917/18 war Düringer Präsident des Vereins Recht und Wirtschaft.
Gemeinsam mit Max Hachenburg begründete Düringer einen Kommentar zum Handelsgesetzbuch, der nach seinem Tod zunächst von Hachenburg weitergeführt wurde. 1935 musste das Erscheinen auf nationalsozialistischen Druck hin eingestellt werden.
Sein Grab befindet sich auf dem Wilmersdorfer Waldfriedhof Stahnsdorf.

## Partei
Im Kaiserreich war Düringer Mitglied der Nationalliberalen Partei. Im Gegensatz zur Mehrzahl seiner Parteifreunde beteiligte er sich 1918 jedoch nicht an der Gründung der DVP, sondern trat der DNVP bei. 1922 verließ er die Deutschnationalen jedoch wieder und trat zur DVP über.

## Abgeordneter
Düringer gehörte von 1915 bis 1917 der ersten Kammer des badischen Landtages an. Er war 1919/20 Mitglied der Weimarer Nationalversammlung. Anschließend war er bis zu seinem Tode Reichstagsabgeordneter. Düringer war überzeugter Badener: Als nach dem Ersten Weltkrieg erstmals ein Zusammenschluss von Baden und Württemberg diskutiert wurde, wandte er sich im Landtag mit den Worten, die Württemberger seien ein „intrigantes Völkchen von schwäbischen Dickköpfen“ gegen eine Vereinigung.

## Öffentliche Ämter
Düringer war 1917/18 Außen- und Justizminister des Großherzogtums Baden. In dieser Eigenschaft gehörte er auch dem Ausschuss für Auswärtige Angelegenheiten des Bundesrates an.

## Veröffentlichungen
- Das Handelsgesetzbuch vom 10. Mai 1897 (Mit Ausschluß des Seerechts) auf der Grundlage des Bürgerlichen Gesetzbuchs (mit Max Hachenburg), J. Bensheimer, Mannheim, 1899.
  - 2. Auflage: 1. Bd. 1908, 2. Bd. 1910, 3. Bd. 1913, 4. Bd. 1917.
- Nietzsches Philosophie vom Standpunkte des modernen Rechts, Veit & Cie., Leipzig, 1906.
- Nietzsches Philosophie und das heutige Christentum, Veit & Cie., Leipzig, 1907.
- Richter und Rechtsprechung, Veit & Cie., Leipzig, 1909.
- Die Reichsabgabenordnung, Deutschnationale Parlamentsreden Bd. 11, Deutschnat. Schriftenvertriebsstelle, 1919.